# لانگو (قهوه)

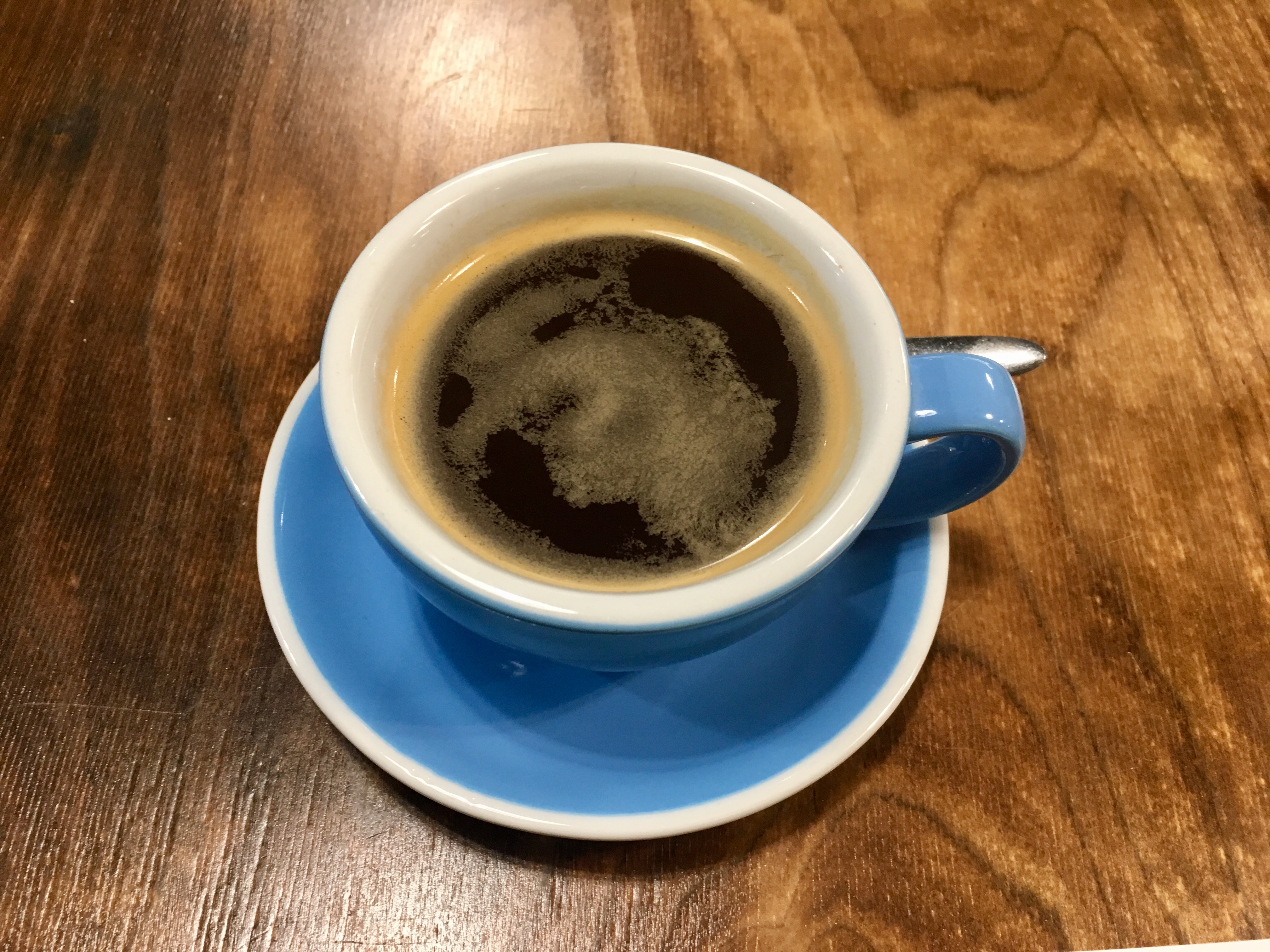
اسپرسو لانگو

لانگو (به ایتالیایی: Lungo) یک نوع از انواع اسپرسو می‌باشد که نوشیدنی برخلاف ریسترتو و به میزان بیشتر نسبت به اسپرسو دارای عصاره‌گیری بیشتر و کافئین بیشتر در نتیجه حجم بیشتر می‌باشد.